# Роскілле (муніципалітет)
Роскілле (дан. Roskilde) — муніципалітет у регіоні Зеландія королівства Данія. Площа — 211.9 квадратних кілометрів. Адміністративний центр муніципалітету — місто Роскілле.

## Населення
У 2012 році населення муніципалітету становило 83 137 осіб.